# FK Kukësi
Futboll Klub Kukësi este un club de fotbal din Kukës. Echipa joacă meciurile de acasă pe Stadionul Zeqir Ymeri, care are o capacitate de 5.000 de locuri.

## Palmares
Kategoria Superiore:
- Câștigători (1): 2016-17
- Locul doi (3): 2012–13, 2013–14, 2014–15

Cupa Albaniei
- Câștigători (1): 2015–16
- Locul doi (2): 2013–14, 2014–15

Supercupa Albaniei
- Câștigători (1): 2016

Prima Divizie Albaneză:
- Câștigători (5): 1959, 1966–67, 1976–77, 1981–82, 2010–11